# Улица Калинина (Брест)
Улица Калинина (бел. Вуліца Калініна) — улица в восточной части города Бреста. Историческое название — улица Западная (бел. вуліца Заходняя). Ранее входила в состав Киевской слободы. Текущее имя присвоено в 1956 году в честь М. И. Калинина. Её протяжённость составляет 1380 м от улицы Московской до улицы Ломоносова. Образована в 1930-х годах. Преобладают деревянные и каменные дома усадебного типа. Есть ветеринарная лаборатория, магазины, хоспис.